# آنی هودلمان
آنی هودلمان (آلمانی: Anni Holdmann; ۲۸ ژانویهٔ ۱۹۰۰ – ۲ نوامبر ۱۹۶۰) دونده سرعت زن اهل آلمان بود.